# Hans Leberecht
Hans Leberecht (n. 18 noiembrie/1 decembrie 1910, Sankt Petersburg, Imperiul Rus – d. 10 noiembrie 1960, Tallin, RSS Estonă, URSS) a fost un scriitor eston, membru al PCUS. 

## Biografie
A participat la cel de-al Doilea Război Mondial, mobilizat de Armata Roșie. Hans Leberecht a devenit membru al PCUS în 1945 și membru al Uniunii Scriitorilor R.S.S. Estone în 1949.

## Lucrări publicate

### Povestiri
- Valgus Koordis (Lumină la Coordi, 1949), descrie formarea fermelor colective conform unei scheme ideologice oficiale
- Teel (1951)
- Ühes majas (1958)

### Romane
- Kaptenid (1956)
- Sõdurid lähevad koju (1957)
- Vassarite paleed (1960)

### Volume de povestiri
- Pronkssõrmus (1961)

## Legături externe
- Hans Leberecht Arhivat în 27 februarie 2018, la Wayback Machine. în baza de date estonă

## Vezi și
- Listă de scriitori estoni